# Izomeria konformacyjna
Izomeria konformacyjna – rodzaj izomerii cząsteczek chemicznych, polegającej na częściowym zablokowaniu swobodnej rotacji podstawników lub pojedynczych atomów, występujących przy dwóch atomach połączonych pojedynczym wiązaniem chemicznym. Izomery konformacyjne różnią się konformacją atomów (czyli ich wzajemnym ułożeniem w przestrzeni), lecz mogą się wzajemnie w siebie przekształcać bez reakcji chemicznej, na skutek skoordynowanych ruchów fragmentów cząsteczki.

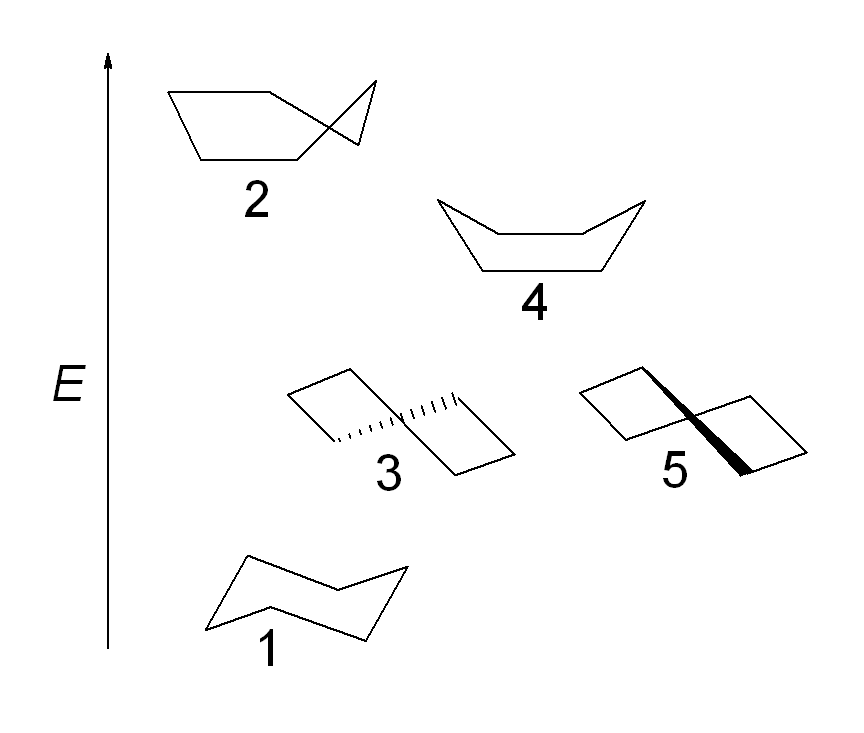
Konformacje pierścienia cykloheksanu uszeregowane w zależności od energii (oś pionowa)
1 – krzesło
2 – pół-krzesło
3 i 5 – skręcona łódka
4 – łódka

Izomeria konformacyjna występuje  głównie w związkach, które posiadają bardzo rozbudowane przestrzennie podstawniki, lub podstawniki, które nawzajem silnie z sobą oddziałują poprzez przestrzeń, tworząc np. słabe wiązania wodorowe. Czasami zdarza się także obserwować tę izomerię w przypadku związków, które jej normalnie nie wykazują, gdy schłodzi się je do bardzo niskich temperatur. 
W populacjach cząsteczek, które nie mają zablokowanej swobody ruchów konformacyjnych, mówi się raczej o ich strukturach konformacyjnych, lub krótko o ich konformerach, niż izomerach konformacyjnych, choć w praktyce izomery konformacyjne i konformery różni tylko ich trwałość, a granica między nimi jest często płynna. Struktury konformacyjne znajdują się zwykle w stanie dynamicznej równowagi, co oznacza że cały czas jedne ulegają przemianie w drugie. W tego rodzaju układach niektóre ze struktur są energetycznie uprzywilejowane i ich udział jest większy niż dla innych struktur (o wyższej energii). Np. dla cykloheksanu uprzywilejowany jest konformer krzesłowy, podczas gdy konformer łódkowy i skręconej łódki łącznie stanowią w temperaturze pokojowej mniej niż 0,1% całej populacji cząsteczek. 
Izomery konformacyjne często przedstawia się za pomocą tzw. projekcji Newmana.